# Hans Tibulsky
Hans „Hennes“ Tibulsky, häufig auch Tibulski (* 22. Februar 1909; † 25. August 1976), war ein deutscher Fußballspieler. In der Saison 1931/32 absolvierte er ein Länderspiel in der deutschen Fußballnationalmannschaft; in Hannover gewann Deutschland mit 4:2 gegen Dänemark und „Hennes“ Tibulsky stürmte dabei am rechten Flügel.

## Laufbahn

### Vereine
Der ältere Bruder von Otto Tibulsky spielte bis Januar 1933 für den FC Schalke 04, ehe er zur Zeiten der Wirtschaftskrise zu Werder Bremen wechselte. Der aus der Schalker Jugend gekommene Spieler stürmte bei den „Knappen“ im Angriff, zumeist am rechten Flügel, aber auch als Mittelstürmer kam er an der Seite von Ernst Kuzorra und Fritz Szepan zum Einsatz. In der Endrunde 1930 um die deutsche Fußballmeisterschaft machte er erstmals nachdrücklich auf sich aufmerksam. In den beiden Spielen gegen Arminia Hannover (6:2) und 1. FC Nürnberg (2:6) erzielte er als Mittelstürmer drei Tore für den westdeutschen Meister. Danach bekam es Schalke aber mit der Spruchkammer des WSV zu tun: Gegen die allgemein geübte Praxis der Handgelder gehen der DFB und der WSV nach Ablauf der Spielzeit 1929/30 vor. Schalke 04 wird als erster (und einziger) Verein am 25. August verurteilt. Die gesamte erste Mannschaft, darunter auch „Hennes“ Tibulsky, wurden zu Berufsspielern erklärt und vom Spielbetrie der neuen Saison ausgeschlossen. Erst nachdem man einen Modus gefunden hatte, wie der Verein seine Schulden bezahlen kann, wird der Ausschluss des Vereins rückgängig gemacht. Zum 1. April und zum 1. Juni 1931 werden dann alle Spieler begnadigt. Das erste Spiel nach Ablauf der Sperre findet gleich am 1. Juni statt. Als Gegner ist Fortuna Düsseldorf verpflichtet worden – der Rivale um die Westdeutsche Meisterschaft der letzten Jahre. Schalke gewinnt mit 1:0 durch ein Tor von Hans Tibulsky; angeblich sollen 70.000 Zuschauer an einem Werktag zur Glückauf-Kampfbahn geströmt sein. Als westdeutscher Meister scheitert Schalke in der Endrunde um die deutsche Fußballmeisterschaft 1931/32 erst im Halbfinale am 29. Mai 1932 in Dresden mit 1:2 gegen Eintracht Frankfurt. „Hennes“ Tibulsky stürmte in den drei Endrundenspielen gegen Plauen, Hamburger SV und Eintracht Frankfurt jeweils auf Rechtsaußen.
Im Januar 1933 schloss sich der arbeitslose Angreifer Werder Bremen an, wo er eine feste Anstellung fand. Da Werder sich mit der Möglichkeit der Zurverfügungstellung von festen Arbeitsplätzen bei Mäzenen aus der bremischen Kaufmannschaft auch noch weitere Spieler wie Hugo Scharmann, Robert Mahlstedt, Eduard Hundt, Alex Ziolkewitz, Georg Frank, Karl Mayer, Heinrich Stürmer und Matthias Heidemann nach Bremen geholt hatte, erlebte Tibulsky sportlich erfolgreiche Zeiten bei den Grün-Weißen. Er gewann mit Werder 1933/34, 1935/36, 1936/37 und 1941/42 die Meisterschaft in der Gauliga Niedersachsen und nahm deshalb auch weitere vier Mal an Endrunden um die deutsche Fußballmeisterschaft teil. Von 1934 bis 1942 hat er mit Werder 22 Endrundenspiele um die deutsche Meisterschaft bestritten und dabei vier Tore erzielt. Vom Angriff wanderte er in die Läuferreihe, er spielte an der Weser zumeist als linker Außenläufer. Die letzten Endrundenspiele bestritt der Mann aus Schalke im Mai/Juni 1942 mit Werder gegen den SV Hamborn 07 (1:1 n. V.; 5:1), Eimsbütteler TV (4:1) und Kickers Offenbach (3:4), wobei er jeweils als linker Außenläufer im damaligen WM-System fungierte.
Aber auch im Tschammer-Pokal konnten Tibulsky und der SV Werder überzeugen. Am 25. Oktober 1936 trafen die Bremer vor 25.000 Zuschauern im Weserstadion auf den FC Schalke 04. Bei Blau-Weiß agierte Bruder Otto auf der Mittelläuferposition und im Angriff dirigierten Szepan und Kuzorra. Mit einer 2:1-Führung ging es in die Pause. Am Ende setzte sich der Favorit mit 5:2 durch. Hans Tibulsky hatte es in den meisten Zweikämpfen als linker Außenläufer mit Fritz Szepan zu tun gehabt. Im Jahr 1942 war erst im Halbfinale am 25. Oktober Endstation für die Bremer: Mit 0:2 verloren die Mannen um Hans Tibulsky, Reinhold Münzenberg, Eduard Hundt und Jakob Lotz beim FC Schalke 04. Der Gastgeber war mit dem torgefährlichen Angriff mit Ernst Kalwitzki, Szepan, Hermann Eppenhoff, Kuzorra und Adolf Urban angetreten und hatte in der ersten Spielhälfte das 2:0 erzielt.
Tibulsky war auch noch nach Ende des Zweiten Weltkriegs bei Werder im Einsatz. In der ersten Saison der Fußball-Oberliga Nord, 1947/48, kam der Senior sogar noch zu acht Einsätzen, unter anderem am 4. Januar bei einem 4:2-Heimerfolg gegen Hannover 96, am 11. Januar 1948 bei einer 1:2-Auswärtsniederlage beim Hamburger SV, sowie am 18. Januar bei einem 4:0-Heimerfolg gegen den VfB Lübeck.
Nach seiner Spielerlaufbahn war er als Trainer im Amateurbereich tätig, unter anderem bei Victoria Oldenburg und dem SV Hemelingen. Bis 1963 war er als Übungsleiter beim Bremer SV tätig, nach der Abstufung zum Drittligisten aufgrund der Einführung der Bundesliga übernahm Rückkehrer Curt Reicherdt die Trainingsleitung dort.

### Auswahlberufungen
Höhepunkt seiner Auswahlberufungen war sein Einsatz am 27. September 1931 in Hannover beim Länderspiel gegen Dänemark. Vor 30.000 Zuschauern debütierte er ebenso wie Rudolf Gramlich und Stanislaus Kobierski beim 4:2-Erfolg in der Nationalmannschaft. Tibulsky bildete auf Rechtsaußen mit Szepan, Kuzorra, Richard Hofmann und Kobierski den deutschen Angriff. Der Dresdner Spielmacher und Scharfschütze Richard Hofmann erzielte drei Treffer. Es blieb für Hans Tibulsky aber bei diesem Einsatz in der Länderelf. Für Westdeutschland war er auch 1931/32 im Bundespokal zum Einsatz gekommen; nach seinem Wechsel nach Bremen lief er auch in der Auswahl von Niedersachsen in diesem Wettbewerb auf.

## Weblink
- Hans Tibulsky in der Datenbank von fussballdaten.de